# Grisén
Grisén – gmina w Hiszpanii, w prowincji Saragossa, w Aragonii, o powierzchni 4,75 km². W 2011 roku gmina liczyła 603 mieszkańców.